# L'aria che respiro
 L'aria che respiro  è un brano musicale della cantante italiana Anna Tatangelo cantato in duetto con Mario Biondi, estratto come secondo singolo dall'album Progetto B e pubblicato il 1º aprile 2011 dall'etichetta discografica Sony. È il primo singolo del cantante catanese interpretato in italiano

## Tracce
Download digitale
Testi di Mario Biondi, Andrea Celestino, musiche di Mario Biondi, Andrea Celestino, Gigi D'Alessio.
1. L'aria che respiro – 3:58